# NGK
Pour les articles homonymes, voir NGK (homonymie).
Nippon Gaishi Kaisha (pour entreprise japonaise d'isolateurs) ou NGK est une entreprise japonaise spécialiste de la céramique, fabricant de bougies, de bougies de préchauffage et des sondes lambda. Elle est devenue depuis sa création en 1936 un leader mondial dans son domaine. L'entreprise est implantée dans de nombreux pays. 

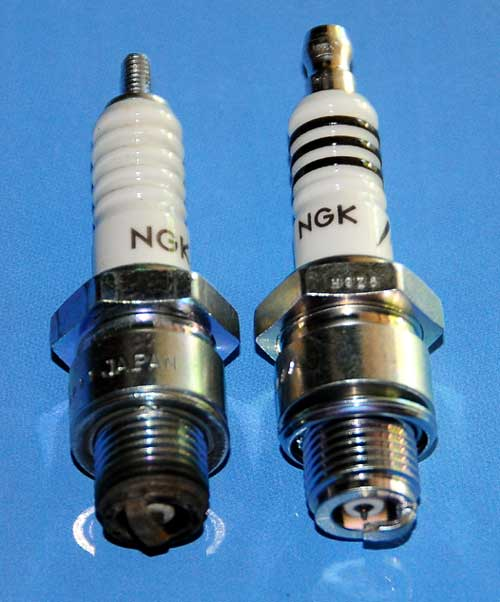
Deux bougies d'allumage de technologie différentes conçus par l’entreprise